# Борисоглебовское муниципальное образование
Борисоглебовское муниципальное образование — упразднённое муниципальное образование со статусом сельского поселения в Фёдоровском районе Саратовской области Российской Федерации.
Административный центр — село Борисоглебовка.

## История
Статус и границы сельского поселения установлены Законом Саратовской области от 27 декабря 2004 года N 107-ЗСО «О муниципальных образованиях,  входящих в состав Фёдоровского района».
Законом Саратовской области от 9 марта 2022 года № 25-ЗСО объединено с Семёновским муниципальным образованием.

## Население
| 2010 | 2011 | 2012 | 2013 | 2014 | 2015 | 2016 |
| ---- | ---- | ---- | ---- | ---- | ---- | ---- |
| 701  | ↘697 | ↘666 | ↘642 | ↘639 | ↗646 | ↘623 |
| 2017 | 2018 | 2019 | 2020 | 2021 |      |      |
| ↗630 | ↘585 | ↘576 | ↗577 | ↘568 |      |      |

## Состав сельского поселения
| № | Населённый пункт | Тип населённого пункта       | Население |
| - | ---------------- | ---------------------------- | --------- |
| 1 | Борисоглебовка   | село, административный центр | ↘568      |